# Тостовый хлеб

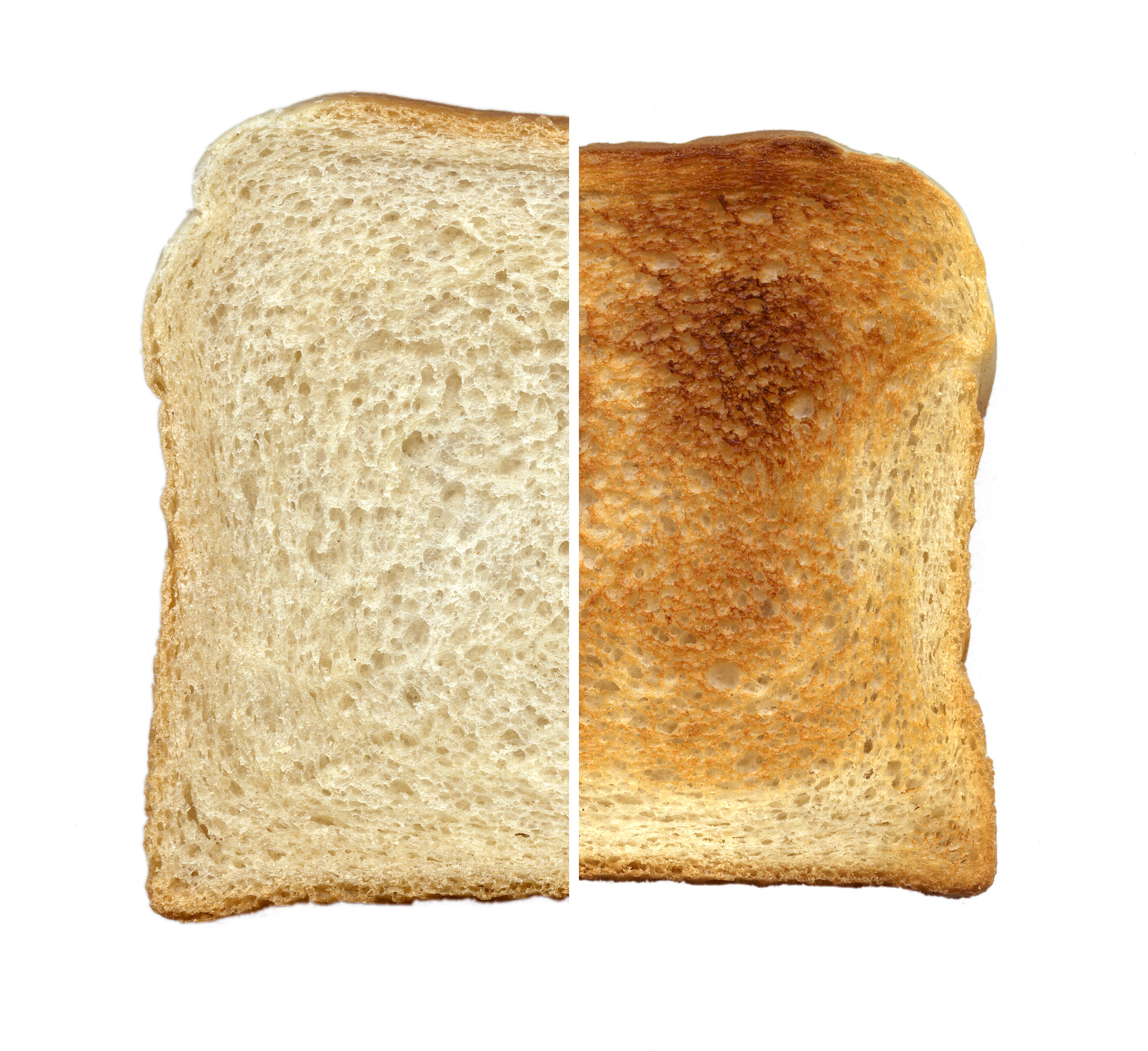
Ломтик тостового хлеба до и после поджаривания

Тост, тостовый хлеб (англ. toast) — пористый белый хлеб с тонкой корочкой, обычно продаётся в упаковках порезанным на ломтики. Перед употреблением ломтики стандартной квадратной формы поджариваются с двух сторон. Печка для поджаривания тостов называется тостером. Тостовый хлеб подаётся горячим на завтрак, а также сервируется к различным закускам. Неподжаренным тостовый хлеб используется в приготовлении сэндвичей и потому также называется сэндвичным.
Тесто для тостового хлеба замешивается из пшеничной муки, воды, обычного или сухого молока, жира, сахара, соли на дрожжах или разрыхлителе. Высокая пористость тостового хлеба достигается за счёт высокого содержания яичного белка, клейковины и молочного белка. Формы для выпекания длинной прямоугольной буханки тостового хлеба, как и сама буханка, получили название «пульман» по аналогии с железнодорожным вагоном.